# Списак постхумних издања жртава Холокауста
Ово је списак дела жртава Холокауста, објављених након пишчеве смрти. Називи дела су исписани на енглеском језику, јер су дела најдоступнија под тим називом, док су имена писаца транскрибована, али је остављен и њихов изворни запис.
- Абрахам Левин (пољ. Abraham Lewin) — [1]
- Адам Черњаков (пољ. Adam Czerniaków) — [2]
- Ана Франк (хол. Anne Frank) — [3]
- Арје Клоницки (укр. Арье Клоницки) — [4]
- Вјера Кохнова (чеш. Věra Kohnová) — [5]
- Давид Кокер (хол. David Koker) — [6]
- Давид Рубинович (пољ. Dawid Rubinowicz) — [7]
- Давид Сјераковјак (пољ. Dawid Sierakowiak) — [8]
- Ева Хејман (мађ. Éva Heyman) — [9]
- Егон Редлих (чеш. Egon Redlich) — [10]
- Елен Бер (фр. Hélène Berr) — [11]
- Елза Кац (чеш. Elsa Katz) — [12]
- Ети Хилезум (хол. Etty Hillesum) — [13]
- Ирен Немировска (укр. Ірен Немировська) — Suite Française;[14] ;[15]  ;[16] [17]
- Јануш Корчак (пољ. Janusz Korczak) — [18]
- Јежи Феликс Урман (пољ. Jerzy Feliks Urman) — [19]
- Јицхок Рудашевски (литв. Yitskhok Rudashevski) — [20]
- Јулијус Фелдман (пољ. Julius Feldman) — [21]
- Ким Малте-Брун (дан. Kim Malthe-Bruun) — [22]
- Моше Флинкер (хол. Moshe Flinker) — [23]
- Оскар Розенфелд (чеш. Oskar Rosenfeld) — [24]
- Петр Гинц (чеш. Petr Ginz) — [25]
- Рутка Ласкијер (пољ. Rutka Laskier) — [26]
- Рутка Либлих (пољ. Ruthka Lieblich) — [27]
- Рут Мајер — [28]
- Сара Фишкин (пољ. Sarah Fishkin) — [29]
- Филип Механикус (хол. Philip Mechanicus) — [30]
- Филип Слир (хол. Philip Slier) — [31]
- Хаим Арон Каплан (блр. Хаім Арон Каплан) — [32]
- Хелга Ден (хол. Helga Deen) — Never to Forget: Diary and Letters of Helga Deen 1943[33]
- Херман Крук (пољ. Herman Kruk) — [34]